# 安野屋停留場
安野屋停留場（日语：／ Yasunoya teiryūjō */?）是位於富山縣富山市安野屋町二丁目，富山地方鐵道富山軌道線（安野屋線、吳羽線）的電車站。車站編號為C20。
電車站位於富山縣道44號富山高岡線上的共用軌道。電車站位於神通川東岸。當列車途經富山大橋越過神通川後，便到達豐田汽車富山 G廣場五福前（五福末廣町）。
在2006年（平成18年）11月，富山縣道44號富山高岡線越過神通川的舊・富山大橋由於老化，因此重建一座四線道的新橋。同時也把路軌雙線化。在2012年（平成24年）3月24日，新富山大橋開通。同時電車站增設上蓋與向丸之内一方遷移140米。新位置鄰接安野屋路口東邊。在遷移前，電車站靠近大學前（現時：富山大學前）一方設有轉轍器。而此電車站往丸之內一方為雙線鐵路，往大學前一方為單線鐵路。在遷移後，此電車站至大學前停留所都是雙線（但是大學前停留所是單線鐵路車站）。

## 歷史
- 1916年（大正5年）11月22日 - 富山電氣軌道安野屋町停留場啟用[1]。
- 1920年（大正9年）7月1日 - 轉讓至富山市，成為富山市營軌道的電車站[2]。
- 1943年（昭和18年）
  - 以前 - 電車站改名為安野屋停留場[3]。
  - 1月1日 - 路線轉讓。成為富山地方鐵道的電車站[4]。
- 1945年（昭和20年）8月2日 - 發生富山大空襲（日语：富山大空襲），使電車站暫停使用[5]。
- 1946年（昭和21年）5月15日 - 新富山站前至西町之間重開，此站重開[6]。
- 1952年（昭和27年）8月5日 - 安野屋線（丸之內至安野屋之間）開通，吳羽線（旅籠町至護國神社前至安野屋之間）廢止[7]。
- 1969年（昭和44年）7月2日 - 由於發生豪雨，使部分富山大橋（日语：富山大橋）倒塌，安野屋至新富山站之前間暫停服務[8]。
- 1970年（昭和45年）6月25日 - 富山大橋修復完成，安野屋至新富山站前之間重開[8]。
- 2012年（平成24年）3月24日 - 電車站向丸之內一方，遷移至鄰近安野屋路口東詰。

## 電車站構造

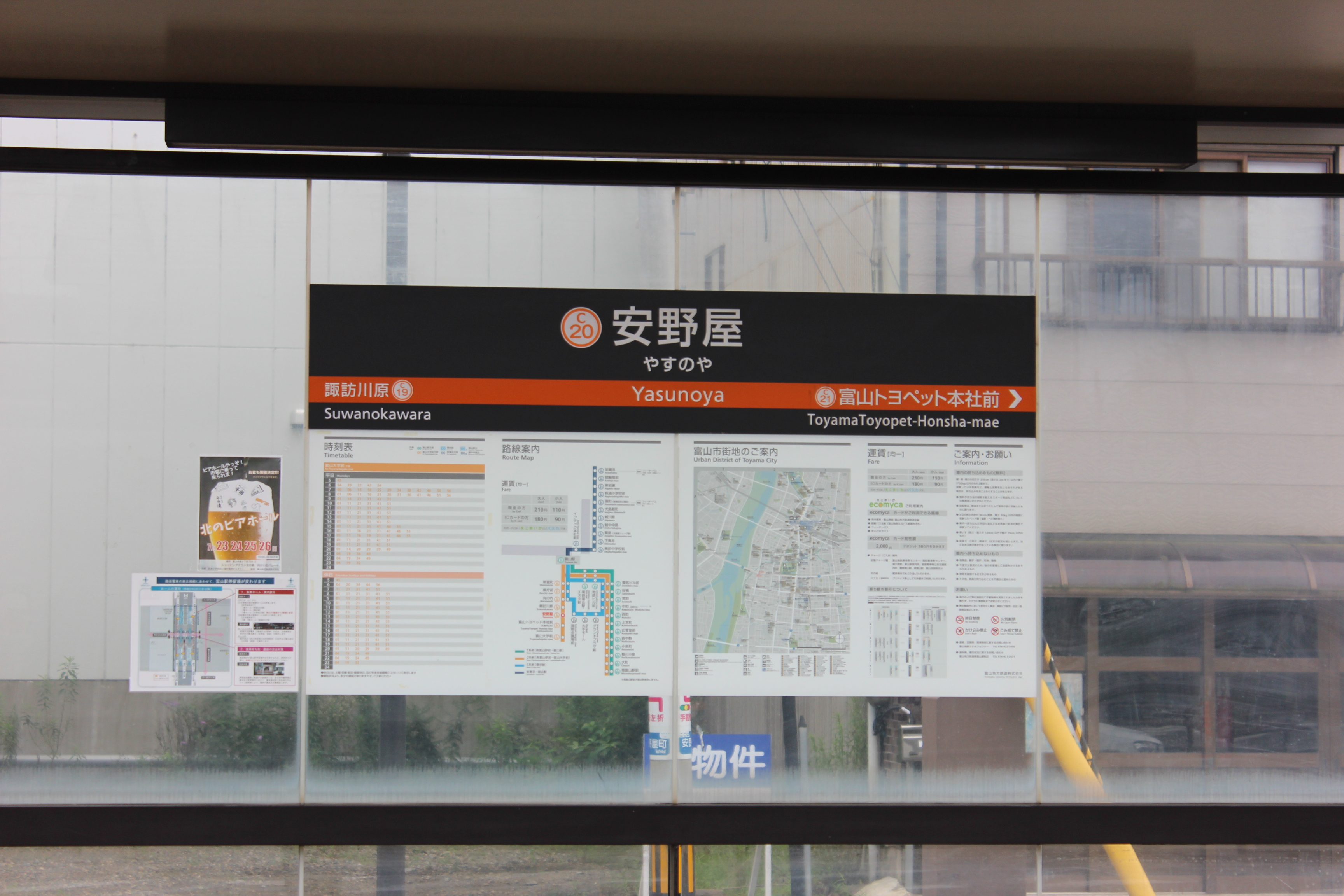
站名牌（引入車站編號後）

電車站是地面車站，建造在共用行車道上，設有2面2線的相對式月台。月台設有斜道與上蓋。

## 電車站周邊
- 神通川
- 松川（日语：松川 (富山市)）
- 富山遞信醫院（日语：富山逓信病院）
- 富山縣護國神社（日语：富山縣護國神社）
- 富山縣立富山中部高等學校（日语：富山県立富山中部高等学校）
- 富山市立芝園小學（日语：富山市立芝園小学校）
- 富山市立芝園中學（日语：富山市立芝園中学校）
- 安野屋地區中心

## 相鄰電車站
富山地方鐵道
富山軌道線（安野屋線）
諏訪川原（C19）－安野屋（C20）
富山軌道線（吳羽線）
安野屋（C20）－豐田汽車富山 G廣場五福前（五福末廣町）（C21）

### 曾經存在的路線
富山地方鐵道
富山軌道線（安野屋線）（1952年廢止）
護國神社前－安野屋（C20）

## 注腳
1. ↑  今尾惠介（監）. . 新潮社. 2008: 36. ISBN 978-4107900241 （日语）.
2. ↑  1920年2月11日付大阪朝日新聞 北陸版 （页面存档备份，存于）（日語）（神戶大學附屬圖書館新聞記事文庫）
3. ↑  富山地方鉄道（編）. . 富山地方鉄道. 1983: 364 （日语）.
4. ↑  1942年12月7日軌道譲渡許可「軌道譲渡」『官報』1942年12月21日（國立國會圖書館數碼化收藏）
5. ↑  富山地方鉄道（編）. . 富山地方鉄道. 1979: 175 （日语）.
6. ↑  富山地方鉄道（編）. . 富山地方鉄道. 1983: 378 （日语）.
7. ↑  富山地方鉄道（編）. . 富山地方鉄道. 1979: 176 （日语）.
8. 1 2  富山地方鉄道（編）. . 富山地方鉄道. 1979: 177 （日语）.

## 外部連結
- 安野屋 市內電車 時間預定表PDF（日語） - 富山地方鐵道